# Алворд (озеро, Орегон)
Алворд — пересыхающее щелочное озеро в округе Харни американского штата Орегон. Его высота над уровнем моря составляет 1227 метров. Площадь водосборного бассейна оценивается в 5577,5 км² (2150 кв. миль).
Оно расположено примерно в 16 километрах к юго-востоку от пустыни Алворда в бассейне Алворд и является конечной точкой для всех его рек. Уровень воды в озере может доходить до метра глубины.
Ближайшие поселения расположены примерно в 14 километрах к юго-западу от озера.
Озеро Алворд простирается на 160 километров вдоль восточного склона горы Стинс.
Бассейн озера Алворд ограничен на северо-западе горой Стинс, на юго-западе горами Пуэбло, на юго-востоке горами Траут-Крик и на северо-востоке горами Шипсхед. Основные притоки — Москито-Крик, Уиллоу-Крик, Уайлдхорс-Крик, Уайтхорс-Крик, Траут-Крик и Ван-Хорн-Крик.
Притоки озера Алворд некогда служили домом для эндемичной форели, ныне же она считается исчезнувшей вследствие гибридизации с чужеродной радужной форелью